# Плейнфілд (Вісконсин)
Плейнфілд (англ. Plainfield) — селище (англ. village) в США, в окрузі Вошара штату Вісконсин. Населення — 496 осіб (2020).

## Географія
Плейнфілд розташований за координатами 44°13′4″ пн. ш. 89°29′50″ зх. д. / 44.21778° пн. ш. 89.49722° зх. д. (44.217898, -89.497259).  За даними Бюро перепису населення США в 2010 році селище мало площу 4,17 км², уся площа — суходіл.

## Демографія
Згідно з переписом 2010 року, у селищі мешкали 862 особи в 315 домогосподарствах у складі 223 родин. Густота населення становила 206 осіб/км².  Було 371 помешкання (89/км²).
Расовий склад населення:
| - 90,5 % — білих - 0,5 % — азіатів - 0,3 % — чорних або афроамериканців - 0,1 % — корінних американців - 7,3 % — осіб інших рас |

До двох чи більше рас належало 1,3 %. Частка іспаномовних становила 18,0 % від усіх жителів.
За віковим діапазоном населення розподілялося таким чином: 29,4 % — особи молодші 18 років, 58,5 % — особи у віці 18—64 років, 12,1 % — особи у віці 65 років та старші. Медіана віку мешканця становила 34,4 року. На 100 осіб жіночої статі у селищі припадало 95,9 чоловіків;  на 100 жінок у віці від 18 років та старших — 93,9 чоловіків також старших 18 років.
Середній дохід на одне домашнє господарство  становив 55 651 долар США (медіана — 37 500), а середній дохід на одну сім'ю — 67 480 доларів (медіана — 49 844). Медіана доходів становила 52 917 доларів для чоловіків та 31 389 доларів для жінок. За межею бідності перебувало 23,0 % осіб, у тому числі 39,0 % дітей у віці до 18 років та 4,1 % осіб у віці 65 років та старших.
Цивільне працевлаштоване населення становило 391 особа. Основні галузі зайнятості: сільське господарство, лісництво, риболовля — 24,0 %, виробництво — 17,6 %, освіта, охорона здоров'я та соціальна допомога — 14,8 %, роздрібна торгівля — 13,0 %.